# هيرمان تسابل
هيرمان تسابل (بالألمانية: Hermann Zabel)‏ (و. 1832 – 1912 م) هو عالم نبات من ألمانيا . ولد في غرايفسفالت .
توفي في غوتا ، عن عمر يناهز 80 عاماً.